# Лутро (Ханья)
Лутро, Лутро́н (греч. Λουτρόν ή Λουτρό) — деревня в Греции на юге острова Крит, на побережье Ливийского моря в 7 километрах к западу от Хора-Сфакиона и в 16 к востоку от Айия-Румели. Входит в общину (дим) Сфакью в периферийной единице Ханье в периферии Крите. Население 56 жителей по переписи 2011 года. В деревню не проложены автодороги, поэтому до неё можно добраться только морем от Хора-Сфакиона, либо прийти пешком 5 километров от деревни Анаполис. Труднодоступность деревни и отсутствие в ней автотранспорта привлекают людей желающих отдохнуть вдали от мест массового туризма.

## История
Деревня Лутро построена на месте античного города Финика (Φοῖνιξ, Деян. 27:12), топоним сохранился в соседней деревне Финикасе (Φοίνικας), который служил гаванью для Анополиса и Арадены. Гавань Лутро считается самой непродуваемой ветрами на южной части острова Крит. А защищенность гавани с моря островком, не позволяет пробиться волнам в залив, что обеспечивает практически всегда спокойное море. Благодаря удачной гавани, Финик процветал в течение античного и римского периодов, а позже стал домом для сарацинских пиратов и работорговцев. Ситуация изменилась, когда на Крит прибыли венецианцы. Они вытеснили пиратов и укрепили Лутро небольшой крепостью, руины которой все ещё видны сегодня.
Пришедшие на смену венецианцам турки построили над деревней форт. Во времена восстаний против турецких захватчиков, Лутро активно использовался повстанцами для доставки боеприпасов, продуктов. Именно в этих местах в 1821 году находился повстанческий комитет который направлял освободительную борьбу против турок.
В настоящее время, жители деревни живут преимущественно охотой, рыбалкой и нерегулярным туризмом. Здесь имеется несколько таверн и небольшой номерной фонд.

## Общинное сообщество Анополис
В общинное сообщество Анополис входят 5 населённых пунктов. Население 334 жителя по переписи 2011 года. Площадь 99,632 квадратных километров.
| Наименование | Население (2011), человек |
| ------------ | ------------------------- |
| Анополис     | 242                       |
| Ливаниана    | 4                         |
| Ликос        | 19                        |
| Лутро        | 56                        |
| Финикас      | 13                        |

## Население
| Год  | Население, человек |
| ---- | ------------------ |
| 1991 | 41                 |
| 2001 | 89                 |
| 2011 | ↘ 56               |